# Наволок (муніципальне утворення «Павловське»)
Наволок (рос. Наволок) — присілок в Вілегодському районі Архангельської області Російської Федерації.
Населення становить 10 осіб. Входить до складу муніципального утворення Вілегодський муніципальний округ.

## Історія
До 2020 року входихо до складу муніципального утворення Павловське муніципальне утворення.

## Населення
| 2002 | 2010 | 2012 |
| ---- | ---- | ---- |
| 16   | ↘11  | ↘10  |